# Boa Bakundu
Pour les articles homonymes, voir Boa (homonymie) et Bakundu.
Boa Bakundu (ou Boa Marumba) est un village du Cameroun situé dans le département de la Meme et la Région du Sud-Ouest. Il fait partie de la commune de Mbonge.

## Population
En 1953 on y a dénombré 370 personnes, puis 1 184 en 1967, principalement des Bakundu du groupe Oroko, d'où son nom.
Lors du recensement national de 2005, la localité comptait 2 513 habitants.